# جايكو
جايكو (بالإنجليزية: Jaecoo) هي علامة تجارية تابعة لشركة تصنيع السيارات الصينية شيري والتي ظهرت لأول مرة في عام 2023. تم إنشاء العلامة التجارية لتسويق سيارات الدفع الرباعي لتصدير الأسواق مثل أوروبا وروسيا وماليزيا والشرق الأوسط وجنوب أفريقيا مع بدء المبيعات في أوائل عام 2024 في العديد من الأسواق.
تم إطلاق العلامة التجارية في أبريل 2023 في ووهو، آنهوي، الصين، جنبًا إلى جنب مع علامة أومودا. يتم تسويق العلامتين التجاريتين (المشار إليهما باسم العلامات التجارية "أومودا وجايكو") خارج الصين فقط لدعم استراتيجية التصدير الخاصة بها. تم استهداف كلا العلامتين التجاريتين للوصول إلى مبيعات عالمية سنوية تبلغ 1,400,000 وحدة بحلول عام 2030 (باستثناء الصين). وفي نفس الشهر، أنشأت شيري شركة منفصلة في الصين تسمى شركة آنهوى أومودا جايكو للسيارات المحدودة كشركة مبيعات.

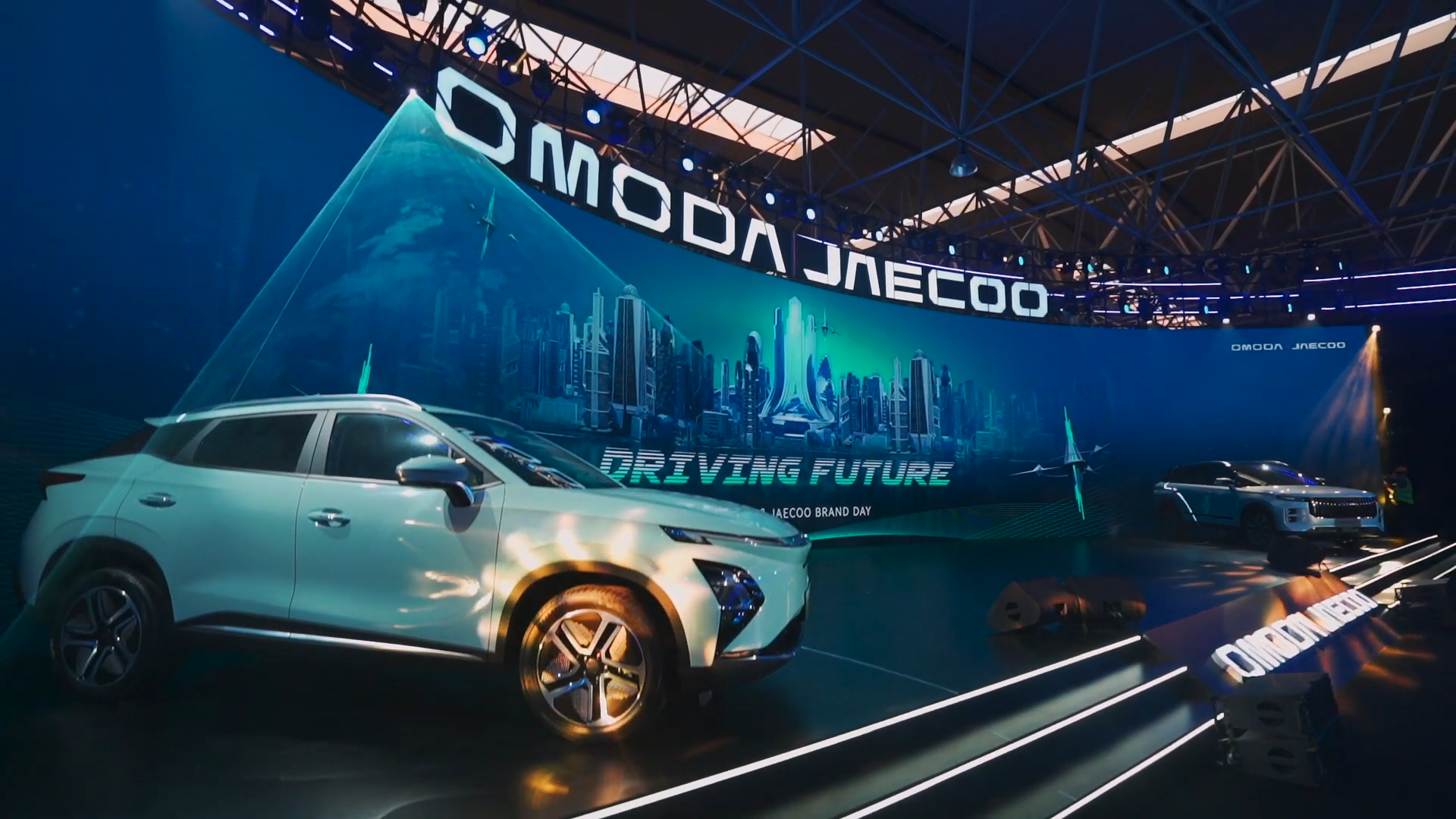
إطلاق العلامة التجارية أومودا جايكو في ووهو، آنهوي

يعتمد الاسم على الكلمة الألمانية Jäger (التي تعني "صياد") والكلمة الإنجليزية "رائع".

## الأسواق

### روسيا
تم طرح سيارات جايكو للبيع في سوقها الأول، روسيا، في سبتمبر 2023 بدءًا من جايكو جِاي 7. أصبحت جايكو العلامة التجارية الخامسة لشيري في البلاد بعد شيري و إكسيد وأومودا وجيتور.

## المنتجات

### النماذج الحالية
النموذج الأول من جايكو هو جِاي 7، وهو شيري تانسو 06 المعاد تسميته، وتبعه جِاي 8 (شيري تيجو 9 المعاد تسميته) في أكتوبر 2023 في معرض جنيف للسيارات في قطر.
- جايكو جِاي 6، أعيدت تسميته أي كار 03 (2024 إلى الوقت الحاضر)[8]
- جايكو جِاي 7، أعيدت تسميته شيري تانسو 06 (2023 إلى الوقت الحاضر)
- جايكو جِاي 8، مُعاد تسميتها شيري تيجو 9 (2023 إلى الوقت الحاضر)

## انظر أيضّاً
- أومودا
- جيتور
- إكسيد
- لوكسيد
- أي كار
- كاري للسيارات

## وصلات خارجية
الموقع الرسمي